# Il sapore della felicità
Il sapore della felicità (Umami) è un film franco-giapponese del 2022, scritto e diretto da Slony Sow.

## Trama
Gabriel Carvin, chef di un ristorante con una stella Michelin, il giorno stesso che riceve l'ennesimo premio da parte di un noto critico gastronomico, viene abbandonato dalla moglie. Il trauma della separazione lo induce a intraprendere un viaggio in Giappone, alla scoperta del quinto gusto, l'umami, ma al tempo stesso alla ricerca del senso della vita.

## Promozione
Il primo trailer in italiano del film è stato diffuso il 10 luglio 2023.

## Distribuzione
Il film è stato distribuito nelle sale cinematografiche italiane a partire dal 31 agosto 2023, con anteprima in diverse arene durante le tre settimane precedenti.

## Accoglienza

### Incassi
Al 17 novembre, il film ha incassato nel mondo 1.420.638 dollari, di cui 74.649 in Italia.